# Едуард Меріке
Едуард Меріке (нім. Eduard Mörike) — німецький поет, прозаїк, перекладач.

## Біографія
Батько був лікарем, мати — дочкою пастора. Батько помер в 1817 році. Едуард навчався в латинській школі в Людвігсбурзі, потім в семінарії в Бад-Урах, закінчив богословський факультет Тюбінгенського університету. Другом його студентських років був рано померлий поет Вільгельм Вайблінгер, який представив Меріке вже хворому Гельдерліну. Історія цього знайомства описана Германом Гессе в оповіданні «У Перселлевском садовому будиночку».
З 1826 Меріке служив помічником пастора в різних парафіях Баден-Вюртемберга, в 1834 році отримав нарешті пасторське місце в Клеверзульцбахе під Вайнсбергом. У 1851 році за станом здоров'я (він відрізнявся хворобливістю і схильністю до іпохондрії) вийшов у відставку, став викладати німецьку літературу в школі для дівчаток в Штутгарті, в 1866 році вийшов у відставку і тут.

## Творчість
Належав до так званої швабської школи німецьких романтиків (Л. Уланд, В. Гауф та ін.) На багато з його віршів, які відрізняються рідкісною навіть для романтиків мелодійністю, написані пісні. Відома також його проза: роман «Художник Нольте» (1832), повість «Моцарт на шляху до Праги» (1856). Переклав Гомерівські гімни, вірші Анакреонта, Феокріта та інших грецьких поетів.

## Популярність і визнання
Вірші Меріке були покладені на музику Р. Шуманом, І. Брамсом, Г. Вольфом, Х. Пфіцнером, М. Регера, Робертом Францом та ін. До образу придуманої Меріке в «Художника Нольтене» райської землі Орплід не раз звертався Хосе Лесама Ліма.

## Переклади українською
Українською мовою Василієм Стусом була перекладена повість "Моцарт на шляху до Праги".